# Stenhelia longifurca
Stenhelia longifurca är en kräftdjursart som beskrevs av Sewell 1934. Stenhelia longifurca ingår i släktet Stenhelia och familjen Diosaccidae. Inga underarter finns listade i Catalogue of Life.